# مسابقة الأغنية الأوروبية 2020
مسابقة الأغنية الأوروبية 2020 (بالإنجليزية: Eurovision song contest 2020)‏ هي النسخة 65 من مسابقة الأغنية الأوروبية التي كانت ستقام في روتردام ، هولندا بعد فوز دنكان لورانس في 2019 بأغنية "Arcade" كانت ستكون المرة الخامسة التي تستضيف هولندا فيها المسبقة بعد سنوات 1958 , 1970 1976 و 1980 في روتردام أهوي قبل ان تلغى المسابقة للمرة الأولى في تاريخها بسبب انتشار فيروس كورونا في أوروبا والعالم
كان من المقرر أن تقام المسابقة في روتردام أهوي وتتألف من نصف نهائي في 12 و 14 مايو ، والنهائي في 16 مايو 2020. كان من المقرر أن يشارك 41 دولة في المسابقة ؛ بلغاريا و أوكرانيا قد عاد بعد غيابهم عن مسابقة 2019، في حين المجر و الجبل الأسود قد أكد عدم مشاركتهم بعد مشاركته في الطبعة السابقة. تم تأكيد جميع الفنانين والأغاني المتنافسة البالغ عددها 41 من قبل المذيعين المعنيين بحلول أوائل مارس 2020.
بعد الإلغاء ، بدأ اتحاد البث الأوروبي (EBU) مناقشات حول عمليات ترحيل محتملة لمسابقة 2021 ، مثل المدينة المضيفة والفنانين المشاركين ، مع أطراف مختلفة. بدلاً من المسابقة الملغاة ، نظم الاتحاد الأوروبي وأعضاؤه الهولنديون NPO و NOS و AVROTROS عرضًا بديلاً ، Eurovision: Europe Shine a Light ، لعرض الإدخالات المحددة في 16 مايو ، يوم المباراة النهائية المخطط لها.

## الموقع
قبل مسابقة عام 2019 عندما بدأت المراهنات المتوقعة بفوز دنكان لورانس ، والعديد من المدن الهولندية، بما في ذلك أمستردام ، لاهاي وماستريخت ، أعلنت عزمها على استضافة هذه المسابقة أن فازت هولندا. ذكر متحدث باسم NPO أيضًا أن المذيع لديه خطة تقريبية لكيفية اختيار المدينة المضيفة في حالة فوز هولندا. عندما فاز لورانس بالمسابقة ، بدأ رؤساء البلديات على الفور في الضغط على مارك روت ، رئيس وزراء هولندا ، من خلال الرسائل النصية. الشخصيات العامة ، بما في ذلك لورانس وإستر هارت،جيتي كاسبيرز و أندري ريو، عبروا علنًا عن دعمهم للمدن المضيفة المفضلة لديهم.

## روابط خارجية
- الموقع الرسمي